# 1380 w polityce

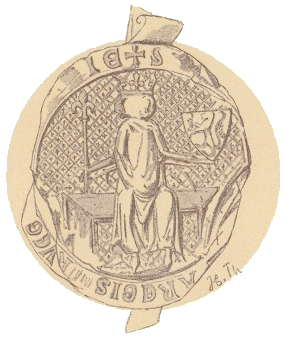
Haakon VI Magnusson

Wydarzenia polityczne w 1380 roku.

## Zmarli
- Haakon VI Magnusson, król Norwegii[1].